# عثمان‌غازی
عثمان‌غازی (انگلیسی: Osmangazi) شهری در ترکیه است.
نام این شهر از نام عثمان غازی، بنیانگذار امپراتوری عثمانی گرفته شده است.